# Stănculești, Hunedoara
Stănculești este un sat în comuna Bulzeștii de Sus din județul Hunedoara, Transilvania, România.